# 라틴아메리카계 캐나다인
라틴 아메리카계 캐나다인(Latin American Canadians)은 캐나다에 살고있는 라틴아메리카인 혈통의 사람을 말한다.
가장 큰 캐나다의 라틴 아메리카 이민자 집단은 멕시코계 캐나다인, 쿠바계 캐나다인, 콜롬비아계 캐나다인, 브라질계 캐나다인, 아르헨티나계 캐나다인이다.

## 같이 보기
- 라티노